# كوكب يلل (نادي)
الكوكب الرياضي لبلدية يلل هو نادي كرة قدم جزائري تأسس عام 1946 ومقره في مدينة يلل بولاية غليزان ينشط حاليا في بطولة الجهوي الثاني لرابطة وهران لكرة القدم